# Augit

Model krystalu augitu

Augit (Werner, 1792), chemický vzorec (Ca, Na)(Mg, Fe, Al, Ti)[(Si, Al)2O6], je minerál ze skupiny jednoklonných pyroxenů. Název pochází z řeckého αυγή (augé) – lesk.

## Původ
- magmatický – typicky vysokoteplotní, horninotvorný nerost běžný v bazických horninách (gabro, čedič, diabas, melafyr, tuf). V normálních podmínkách se často přeměňuje na amfibol (tremolit nebo aktinolit) případně na chlorit.
- metamorfní – produkt vysokoteplotní metamorfózy hornin, přeměnou železitých formací

## Morfologie
Krystaly krátce sloupcovité, čtvercového nebo osmiúhelníkového průřezu, protažené ve směru [001], velikost až 10 cm. Dvojčatí (i násobně) podle {100}.

## Vlastnosti
- Fyzikální vlastnosti: Tvrdost 5,5–6, křehký, hustota 3,3–3,5 g/cm³, štěpnost dokonalá podle {110}, nedokonalá podle {010}, lom lasturnatý, nerovný
- Optické vlastnosti: Barva: tmavozelená, hnědočerná až černá. Lesk skelný, průhlednost: průsvitný až neprůhledný, vryp šedozelený.
- Chemické vlastnosti: Složení: Ca 0,97 %,Na 15,26 %,Mg 9,26 %, Fe 4,57 %, Al 4,73 %, Ti 2,03 %, Si 22,58 %, O 40,62 %. Rozpustný v HF, slabě rozpustný v ostatních kyselinách. Před dmuchavkou se obtížně taví.

## Podobné minerály
- amfibol

## Parageneze
- ortoklas, sanidin, labradorit, olivín, leucit, amfiboly, pyroxeny

## Využití
Nemá žádné praktické využití.

## Naleziště
Hojný minerál vyskytující se například v čediči.
- Česko – např. České středohoří, Vlčí hora u Stříbra; Lukov u Bíliny, Bořislav, Radechov (pěkně vyvinuté krystaly)
- Slovensko – Zlatá Baňa, Banská Štiavnica
- Německo – Laacher See, Kaiserstuhl
- Itálie – Ariccio, sopka Stromboli na Liparských ostrovech
- Francie – Auvergne
- a další.